# Ясна (озеро)
Ясна (словен. Jasna) — озеро в Словенії, утворене двома, з’єднаними між собою, штучними ставками, поблизу Кранської Гори вздовж дороги до найвищого словенського перевалу Вршич через Юлійські Альпи на північному заході Словенії на місці злиття Малої та Великої Пішниці.

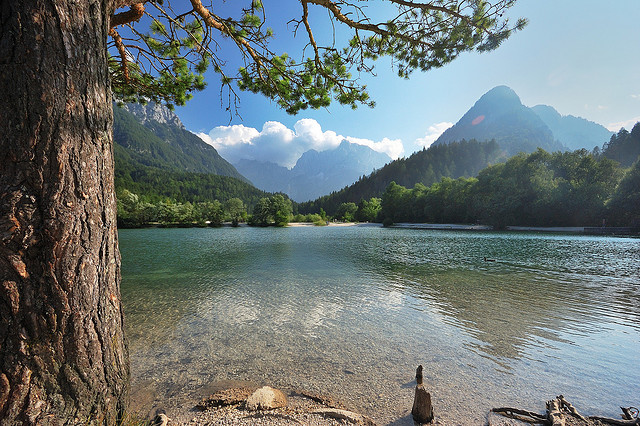
Озеро Ясна

Поруч у природному каньйоні працює невелика гідроелектростанція Краньська Гора потужністю 152 кВт.

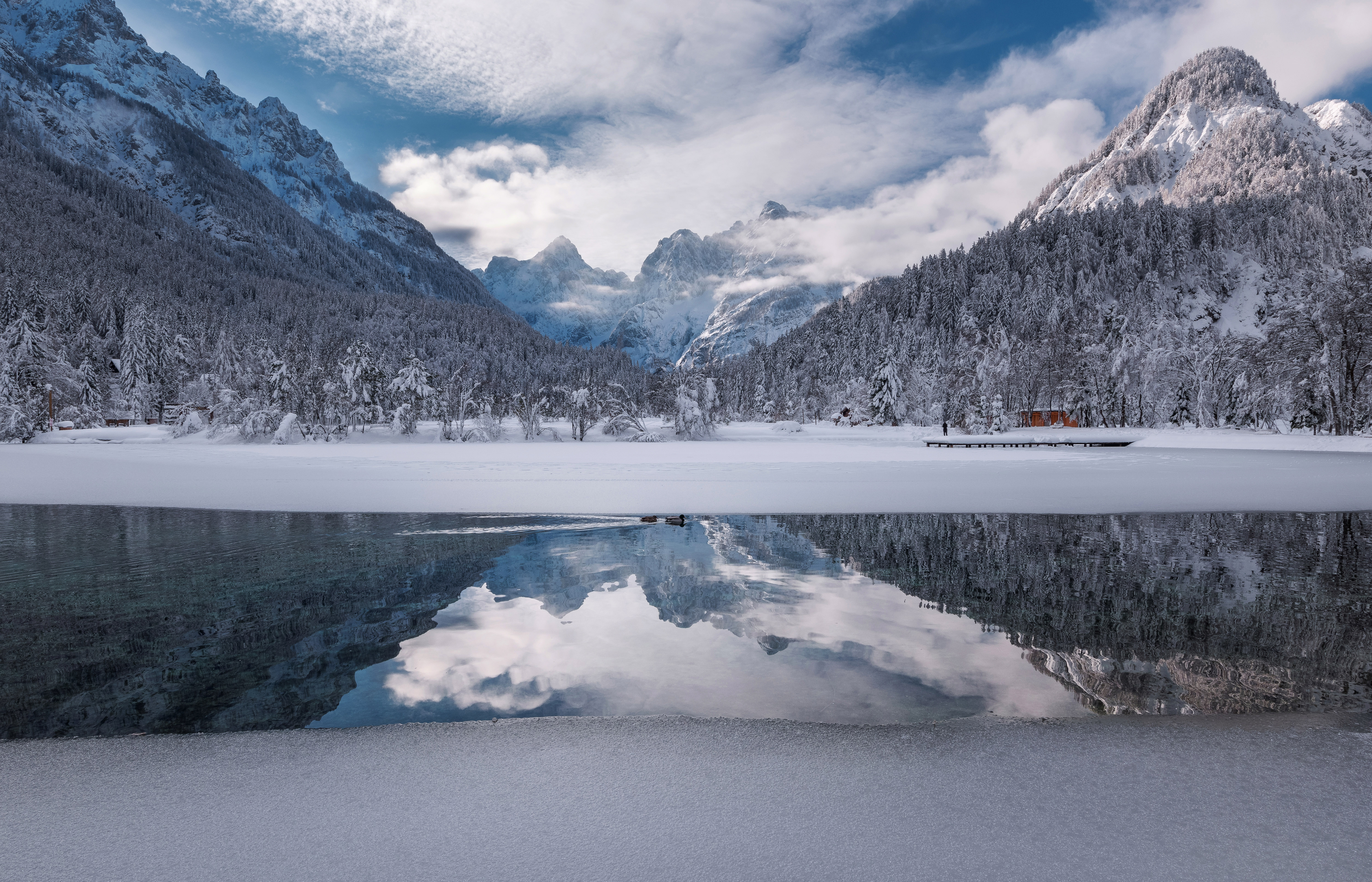
Озеро Ясна взимку

Озеро обладнане для потреб туристів і в його чистих прохолодних водах купаються. Навколо озера є пішохідні стежки, а також тут починається Навчальна лісова стежка природознавства через долину Малої Пішниці, занедбану після землетрусу 1980 року.
Поряд з озером, окрім апартаментів, також є дитячі майданчики та бронзова скульптура альпійського козла на природній скелі, з легенди про Златорога, який жив у казковому саду високо на горі Триглав і охороняв там скарби. Історія була вперше опублікована німецькою мовою Карелом Дежманом у 1868 році. Версія 1876 року поета Рудольфа Баумбаха стала дуже популярною, а в 1904 році Антон Ашкерц відновив сагу у своїй знаменитій епічній поемі «Златорог», яка стала частиною національного словенського епосу. Скульптура створена між 1986 та 1988 роками скульптором Стояном Батичем. 